# Рощинський Олександр Олександрович
Олександр Олександрович Рощинський (нар. 30 листопада 2000, Чернігів, Україна) — український футболіст, воротар клубу «Чернігів».

## Життєпис
Народився в Чернігові. У ДЮФЛУ та юнацькому чемпіонаті Чернігівської обласі з 2011 по 2017 рік виступав за «Десну». У 2013 році також виступав у юнацькому чемпіонаті Києва за столичний «Арсенал».
Дорослу футбольну кар'єру розпочав у травні 2017 року в «Десні-2», яка виступала в чемпіонаті Чернігівської області. З початку серпня 2017 року по початок квітня 2018 року захищав кольори «Авангарду» (Корюківка) в аматорському чемпіонаті України. у другій половині сезону 2017/18 років грав за «Чернігів» в обласному чемпіонаті та аматорському чемпіонаті України. Напередодні старту сезону 2018/19 років повернувся в «Десну», у складі якої виступав за юнацьку та молодіжну команду клубу. Шансу проявити себе в першій команді так і не отримав. Наступний сезон провів в «Авангарді» (Корюківка) з аматорського чемпіонату України.
У серпні 2020 року повернувся до «Чернігова». На професіональному рівні дебютував за «городян» 6 вересня 2020 року в переможному (2:0) виїзному поєдинку 1-го туру групи А Другої ліги України проти «Рубікона». Олександр вийшов на поле в стартовому складі та відіграв увесь матч.